# 1983 QG
1983 QG är en asteroid i huvudbältet som upptäcktes den 31 augusti 1983 av IRAS.
Asteroiden har en diameter på ungefär 11 kilometer.